# Bundesfinanzdirektion
Die Bundesfinanzdirektionen (BFD) waren von 2008 bis 2015 deutsche Bundesmittelbehörden im Geschäftsbereich des Bundesministeriums der Finanzen. Zum 1. Januar 2016 wurden sie durch die neugegründete Generalzolldirektion ersetzt.

## Geschichte
Nach der Änderung des Finanzverwaltungsgesetzes haben die Bundesfinanzdirektionen die Bundesabteilungen der bisherigen Oberfinanzdirektionen zum 1. Januar 2008 ersetzt. Grundlage dieser Organisationsänderung waren die Ergebnisse des Projekts Strukturentwicklung Zoll. Mit dem Inkrafttreten des Gesetzes zur Neuorganisation der Zollverwaltung wurden die Bundesfinanzdirektionen zum 1. Januar 2016 aufgelöst und die Generalzolldirektion als neue Bundesoberbehörde eingeführt. Die bisherigen Standorte der BFDen wurden als Außenstellen der Generalzolldirektion beibehalten.

## Struktur

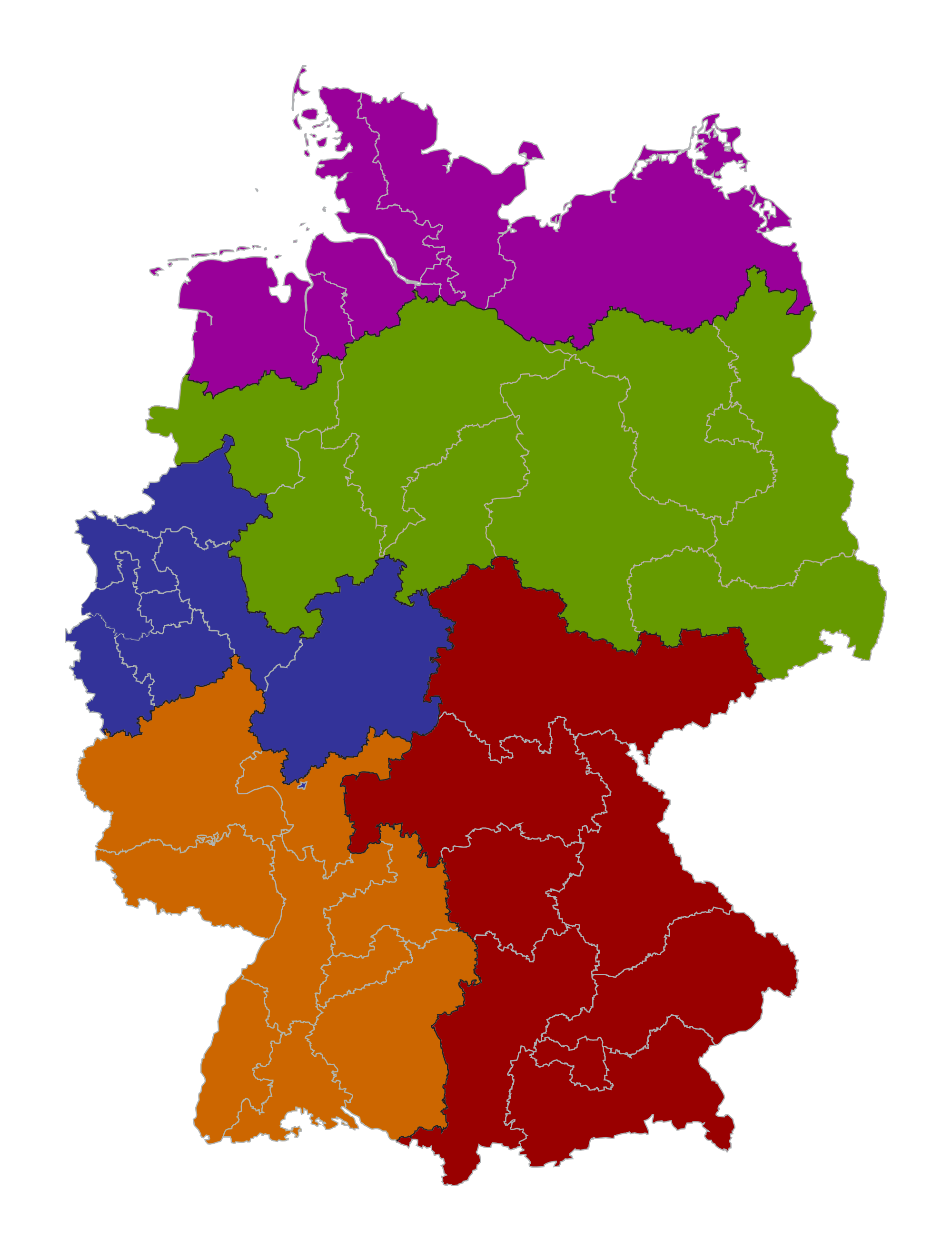
Bezirke der Bundesfinanzdirektionen
BFD Nord
BFD Mitte
BFD West
BFD Südwest
BFD Südost

Die Standorte der fünf Bundesfinanzdirektionen waren:
| Bundesfinanzdirektionen | Sitz                       | Hauptzollämter                                                                                         |
| ----------------------- | -------------------------- | --- |
| BFD Mitte               | Potsdam                    | Berlin, Bielefeld, Braunschweig, Dresden, Frankfurt (Oder), Hannover, Magdeburg, Osnabrück und Potsdam |
| BFD Nord                | Hamburg                    | Bremen, Hamburg-Hafen, Hamburg-Jonas, Hamburg-Stadt, Itzehoe, Kiel, Oldenburg und Stralsund            |
| BFD Südost              | Nürnberg                   | Augsburg, Erfurt, Landshut, München, Nürnberg, Regensburg, Rosenheim, und Schweinfurt                  |
| BFD Südwest             | Neustadt an der Weinstraße | Darmstadt, Heilbronn, Karlsruhe, Koblenz, Lörrach, Saarbrücken, Singen, Stuttgart, und Ulm             |
| BFD West                | Köln                       | Aachen, Dortmund, Duisburg, Düsseldorf, Frankfurt am Main Flughafen, Gießen, Köln, Krefeld und Münster |

Die bisherigen Zoll- und Verbrauchsteuerabteilungen der folgenden Oberfinanzdirektionen wurden aufgelöst und die angeschlossenen Hauptzollämter (HZÄ) neu auf die Bundesfinanzdirektionen aufgeteilt:
- Chemnitz (in Dresden)
- Hannover
- Karlsruhe (in Freiburg im Breisgau)
- Koblenz (in Neustadt an der Weinstraße)
- Cottbus (in Potsdam)
- Hamburg
- Köln und
- Nürnberg.

Teilweise wurden auch Hauptzollämter an andere Bundesfinanzdirektionen abgegeben, um die Aufteilung und das Arbeitsaufkommen der Bezirke gleichmäßiger zu gestalten.